# Soledad de Graciano Sánchez
Soledad de Graciano Sánchez là một đô thị thuộc bang San Luis Potosí, México. Năm 2005, dân số của đô thị này là 226803 người.